# Mijaíl Mamistov

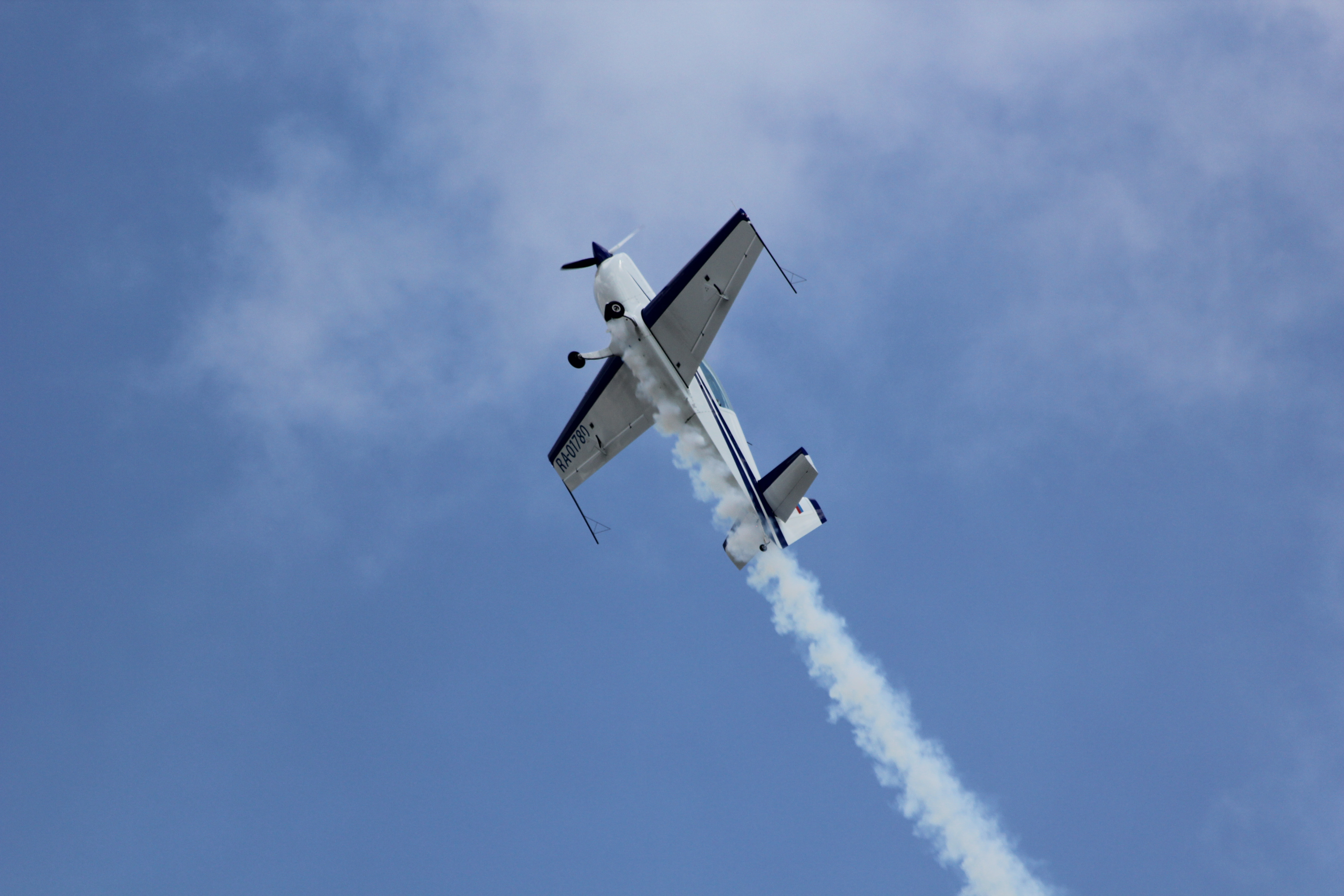
Mijaíl Mamistov con un Extra 300L volando sobre el aeropuerto Helsinki-Malmi.

Mijaíl Vladímirovich Mamistov (Leningrado, URSS, 26 de abril de 1961) es un piloto acrobático de planeador y de aviones con motor de pistón.

## Acrobacia aérea sin motor (planeador)
Ha ganado el Mundial FAI World Glider Aerobatic Championships en 1995 y 1997, y el FAI European Glider Aerobatic Championships 1996.

## Acrobacia aérea con motor (aviones con motor de pistón)
Es bicampeón del mundo del FAI World Aerobatic Championships, (2001, 2011). En 2001 ganó World Air Games Powered Aerobatic Championships. En el año 2004, 2006 y 2008 ganó el FAI European Aerobatic Championships.